# Cantone di Malaucène
Il Cantone di Malaucène era una divisione amministrativa dell'arrondissement di Carpentras.
È stato soppresso a seguito della riforma complessiva dei cantoni del 2014, che è entrata in vigore con le elezioni dipartimentali del 2015.
Comprendeva i comuni di:
- Le Barroux
- Beaumont-du-Ventoux
- Brantes
- Entrechaux
- Malaucène
- Saint-Léger-du-Ventoux
- Savoillan